# York College of Pennsylvania

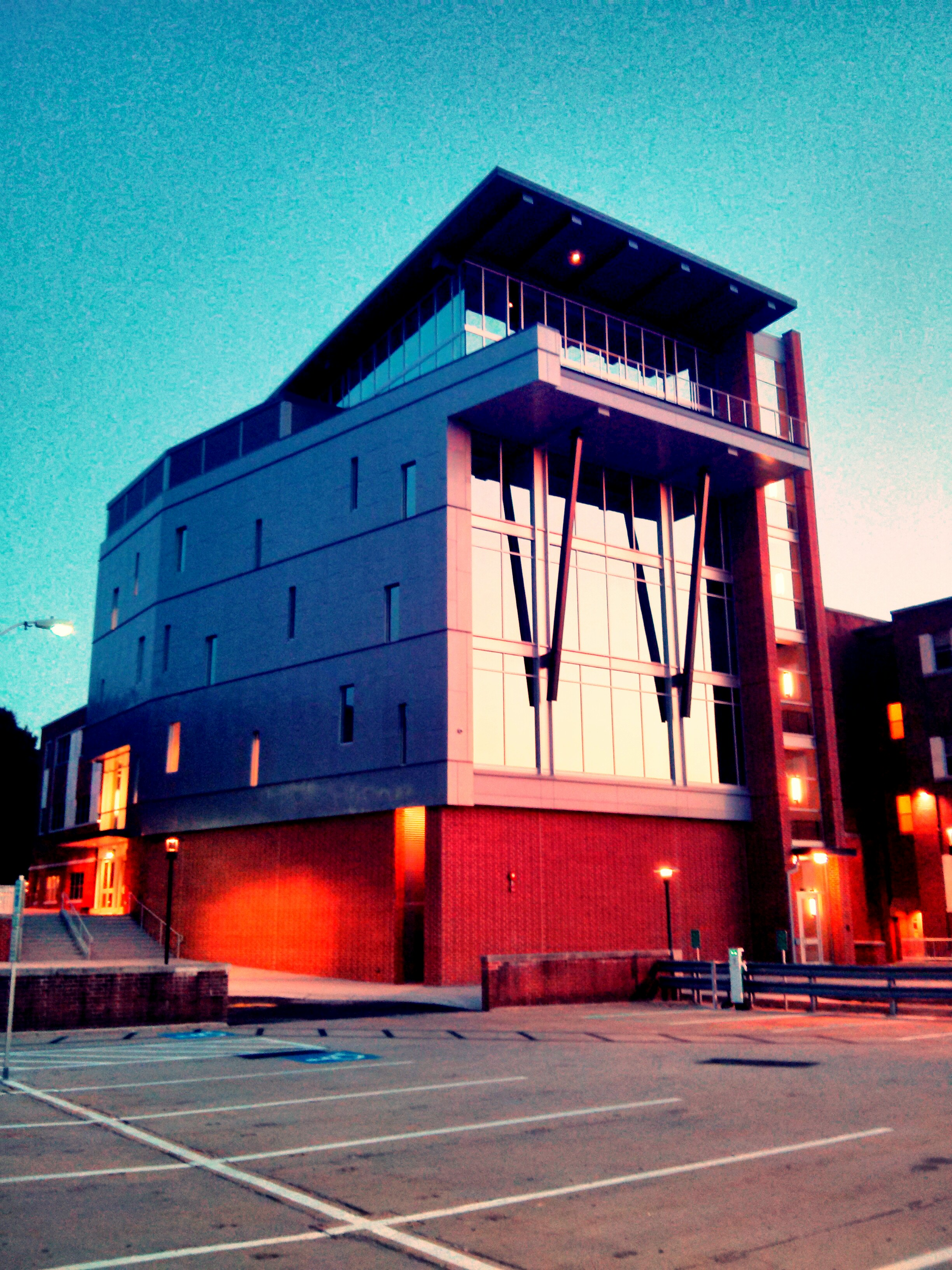
Willman Business Center des York Colleges (2013)

Das York College of Pennsylvania (YCP) ist eine unabhängige und gemeinnützige private Bildungseinrichtung in der Stadt York im amerikanischen Bundesstaat Pennsylvania. Es wurde im Jahre 1787 unter dem Namen York County Academy gegründet.

## Zahlen
Im Herbst 2020 waren 4039 Studierende am York College eingeschrieben. Davon strebten 3748 (93 %) ihren ersten Studienabschluss an, sie waren also undergraduates. Von diesen waren 56 % weiblich und 44 % männlich; 2 % bezeichneten sich als asiatisch, 6 % als schwarz/afroamerikanisch, 8 % als Hispanic/Latino und 77 % als weiß. 291 (7 %) arbeiteten auf einen weiteren Abschluss hin, sie waren graduates. Es lehrten 400 Dozenten an der Universität, davon 168 in Vollzeit und 232 in Teilzeit.